# FOKUS
 For alternative betydninger, se fokus. (Se også artikler, som begynder med fokus)
FOKUS var et dansk ugeblad, som udkom første gang den 30. marts 2006, men efter 10 måneder var det slut. Sidste udgivelse kom den 18. januar 2007.
Aller Press A/S stod bag udgivelsen, som man satsede på primært skal henvende sig til og skabe størst interesse i den mandlige del af befolkningen, hvorfor bladet indtil oktober 2006 havde undertitlen "Ugemagasinet for mænd". Herefter hed undertitlen: Teknik – Videnskab – Baggrund – Politik – Historie. Bladet kostede i løssalg 27,50 kr. og udkom hver torsdag. Ansvarshavende chefredaktør i hele udgivelsesperioden hed Lars Mandal.